# Bäderbahn Molli
|  |

|  |

| Head station |

| Stop on track |

| Unknown route-map component "eHST" |

| Straight track |

| Stop on track |

| Station on track |

| Station on track |

| Stop on track |

| Unknown route-map component "eHST" |

| Station on track |

| Stop on track |

| End station |

|  |

|  |

| Head station |

| Stop on track |

| Unknown route-map component "eHST" |

| Straight track |

| Stop on track |

| Station on track |

| Station on track |

| Stop on track |

| Unknown route-map component "eHST" |

| Station on track |

| Stop on track |

| End station |

A Molli (alemão: Mecklenburgische Bäderbahn "Molli", MBB) é uma ferrovia de bitola curta existente em Mecklemburgo.
Opera entre Bad Doberan, Heiligendamm e Kühlungsborn por 15.4 km durante 40 minutos.

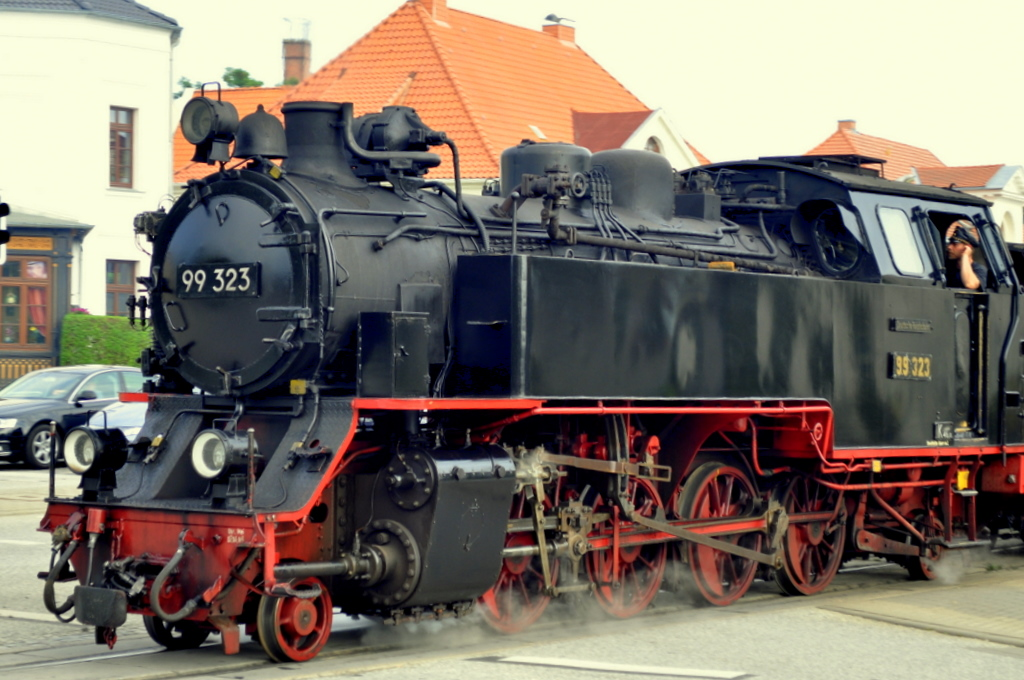
A Molli
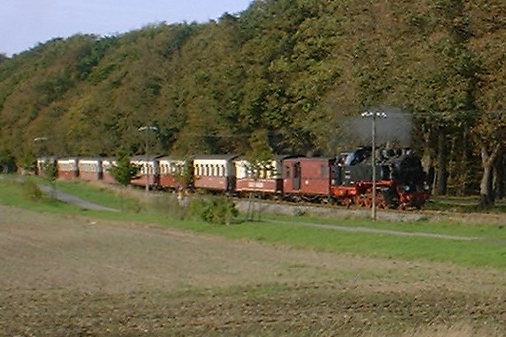
Entre Heiligendamm e Bad Doberan